# Processo constitucional
Processo constitucional é o ramo do direito processual e do direito constitucional que estuda o controle de constitucionalidade (verificação da conformidade das normas jurídicas com o texto constitucional). É o conjunto de instrumentos legais que objetivam garantir o respeito à Constituição, verificando a regularidade da produção de normas infraconstitucionais.
Esse estudo inclui:
- doutrinas sobre a legitimidade dos órgãos que fiscalizam o cumprimento da Constituição ("guardiões" ou "curadores" da Constituição);
- teorias sobre a natureza da decisão sobre a constitucionalidade;
- análises da experiência e da relevância prática desse tipo de controle em cada país;
- estudo das normas processuais que configuram esse controle, no caso do Brasil das várias leis sobre Ação direta de inconstitucionalidade, Arguição de descumprimento de preceito fundamental, Recurso extraordinário, Mandado de injunção, entre outras.

Verificam-se processos constitucionais em todos os países que possuem uma Constituição rígida, isto é, superior às demais normas jurídicas. Decisivo para a configuração do processo judicial de controle de constitucionalidade foi, nos Estados Unidos, a atuação da Suprema Corte desde a decisão do Caso Marbury contra Madison de 1803. Igualmente importante foi a criação e atuação de Cortes Constitucionais especializadas nesse tipo de ação. Isso ocorreu em muitos países no século XX, sendo exemplo principal a Áustria que criou uma Corte constitucional em 1920. No Brasil, há muitas formas de processo constitucional, sendo fundamental a atuação do Supremo Tribunal Federal.